# Olympische Sommerspiele 1956/Teilnehmer (Thailand)
| Gelbes Symbol für Goldmedaillen mit stilisierten Olympischen Ringen | Graues Symbol für Silbermedaillen mit stilisierten Olympischen Ringen | Braundes Symbol für Bronzemedaillen mit stilisierten Olympischen Ringen |
| ------------------------------------------------------------------- | --------------------------------------------------------------------- | ----------------------------------------------------------------------- |
| —                                                                   | —                                                                     | —                                                                       |

Thailand nahm an den Olympischen Sommerspielen 1956 im australischen Melbourne mit einer Delegation von 35 männlichen Sportlern an 14 Wettkämpfen in fünf Sportarten teil.
Es war die zweite Teilnahme des Landes an Olympischen Sommerspielen.
Jüngster Athlet war der Sprinter Manum Bumroongpruck (20 Jahre und 236 Tage), ältester Athlet war der Segler Prinz Bira (42 Jahre und 135 Tage).

## Teilnehmer nach Sportarten

### Basketball
- Ergebnisse
Hauptrunde: Gruppe A, drei Punkte, 123:226 Punkte, Rang vier, nicht für das Viertelfinale qualifiziert
55:94 (24:34 zur Halbzeit) Niederlage gegen die Philippinen
Topscorer: Mongkol Ounalulom (18 Punkte)
29:101 (12:54) Niederlage gegen die Vereinigten Staaten von Amerika
Topscorer: Kirindr Chatvalwong (zehn Punkte)
50:70 (20:35) Niederlage gegen Japan
Topscorer: Kuang Saitang (21 Punkte)
Spiele um die Plätze neun bis 15: Gruppe eins, drei Punkte, 150:214 Punkte, Rang vier
48:87 (23:48) Niederlage gegen Australien
Topscorer: Suragit Rukpanich (17 Punkte)
50:62 (26:29) Niederlage gegen Singapur
Topscorer: Mongkol Ounalulom (zwölf Punkte)
52:65 (31:35) Niederlage gegen Republik China
Topscorer: Mongkol Ounalulom (16 Punkte)
Spiele um Platz 13 bis 15
47:61 (28:33) Niederlage gegen Südkorea
Topscorer: Mongkol Ounalulom (14 Punkte)
Rang 15
- Kader
Kirindr Chatvalwong
Visit Chivacharern
Mongkol Ounalulom
Suragit Rukpanich
Chantra Sailee
Kuang Saitang
Ampol Saranont
Chalaw Sonthong
Ta Sriratana

### Boxen
- Sub Chundakowsolya
  - Leichtgewicht

Rang neun
Runde eins: Freilos
Runde zwei: Niederlage gegen Edward Beattie aus Kanada nach Punkten

- Vichai Limcharern
  - Bantamgewicht

Rang neun
Runde eins: Freilos
Runde zwei: Niederlage gegen Carmelo Tomaselli aus Argentinien nach Punkten

- Phachon Muangson
  - Fliegengewicht

Runde eins: Freilos
.Runde zwei: Niederlage gegen Kenji Yonekura aus Japan nach Punkten

- Chune Pattapongse
  - Halbweltergewicht

Rang 17
Runde eins: Niederlage gegen Antonio Marcilla aus Argentinien durch technischen KO in der ersten Runde

- Nontaslip Thayansilp
  - Federgewicht

Rang neun
Runde eins: Freilos
Runde zwei: Niederlage gegen André de Souza aus Frankreich nach Punkten

### Fußball
- Ergebnisse
Achtelfinale: 0:9-Niederlage gegen Großbritannien
Rang neun
- Kader
Kasem Baikam
Samruay Chaiyonk
Pratheep Chermudhai
Sulsit Chitranukhroh
Suraphongs Chutimawongse
Sophon Hayachanta
Bamphen Luttimont
Vivathana Milinthachinda
Sushat Mutugun
Prasan Suvannasith
Wanchai Suvaree

### Leichtathletik
4 × 100 Meter Lauf
- Ergebnisse
Runde eins: ausgeschieden in Lauf zwei (Rang vier), 44,2 Sekunden (handgestoppt), 44,37 Sekunden (automatisch gestoppt)
- Staffel
Montri Srinaka
Phaibulya Vacharabhan
Vanchak Voradilok
Snay Wongchaoom

Einzel
- Manum Bumroongpruck
  - 200 Meter Lauf

Runde eins: ausgeschieden in Lauf drei (Rang sechs), 23,4 Sekunden (handgestoppt), 24,59 Sekunden (automatisch gestoppt)

- Phol Jaiswang
  - 800 Meter Lauf

Runde eins: ausgeschieden in Lauf zwei (Rang neun), keine Zeit

- Montri Srinaka
  - 200 Meter Lauf

Runde eins: ausgeschieden in Lauf elf (Rang sechs), 23,88 Sekunden (automatisch gestoppt)

- Somnuek Srisombati
  - 1500 Meter Lauf

Runde eins: ausgeschieden in Lauf zwei (Rang 15), 4:30,0 Minuten (handgestoppt)

- Somsakdi Tongaram
  - 400 Meter Lauf

Runde eins: ausgeschieden in Lauf vier (Rang fünf), 53,4 Sekunden (handgestoppt), 53,61 Sekunden (automatisch gestoppt)

- Phaibulya Vacharabhan
  - 100 Meter Lauf

Runde eins: ausgeschieden in Lauf zwölf (Rang vier), 11,3 Sekunden (handgestoppt), 11,57 Sekunden (automatisch gestoppt)
  - 200 Meter Lauf

Runde eins: ausgeschieden in Lauf zwölf (Rang vier), 23,8 Sekunden (handgestoppt), 23,92 Sekunden (automatisch gestoppt)

- Vanchak Voradilok
  - 100 Meter Lauf

Runde eins: ausgeschieden in Lauf zwei (Rang fünf), 11,5 Sekunden (handgestoppt), 11,78 Sekunden (automatisch gestoppt)

- Snay Wongchaoom
Runde eins: ausgeschieden in Lauf elf (Rang sechs), 11,8 Sekunden (handgestoppt), 11,95 Sekunden (automatisch gestoppt)

### Segeln
Star
- Ergebnisse
Finale: 420 Punkte, Rang zwölf
Rennen eins: Wettkampf nicht beendet (DNF)
Rennen zwei: 180 Punkte, 3:19:04 Stunden, Rang zehn
Rennen drei: 139 Punkte, 3:40:02 Stunden, Rang elf
Rennen vier: Wettkampf nicht beendet (DNF)
Rennen fünf: Wettkampf nicht beendet (DNF)
Rennen sechs: Wettkampf nicht beendet (DNF)
Rennen sieben: 101 Punkte, 3:14:14 Stunden, Rang zwölf
- Mannschaft
Luang Pradiyat Navayudh
Prinz Bira